# Што се боре мисли моје (филм)
Што се боре мисли моје је српски драмски филм из 2023. године. Режију потписује Милорад Милинковић, а сценарио заједнички потписује са Драгољубом Стојковићем.
Филм je премијерно приказан на 58. Филмским сусретима у Нишу, док је биоскопска дистрибуција почела 20. септембра 2024. године.

## Радња
Филм говори о периоду живота кнеза Михаила Обреновића непосредно пре и за време атентата.
Филм, такође, прати последње дане српског кнеза Михаила Обреновића, заљубљеног човека који се бори са осећајем дужности према свом народу док се против њега кује кобна завера, која ће зауставити ослобађање балканских народа. Србија ће се још једном наћи на прекретници.

## Улоге
| Глумац                 | Улога                          |
| ---------------------- | ------------------------------ |
| Драган Мићановић       | кнез Михаило Обреновић         |
| Наташа Нинковић        | Анка Константиновић            |
| Јана Ивановић          | Катарина Константиновић        |
| Милош Тимотијевић      | Ђорђе Чогурић                  |
| Александар Срећковић   | Коста Радовановић              |
| Небојша Дугалић        | пуковник Миливоје Блазнавац    |
| Зоран Цвијановић       | Илија Гарашанин                |
| Лука Грбић             | Марко Кошарић                  |
| Маја Чампар            | Милица Ђорђевић                |
| Љубиша Савановић       | маршал двора Анастас Јовановић |
| Тамара Крцуновић       | Радмила Кошарић, Маркова мајка |
| Владимир Гвојић        | Бењамин Калај                  |
| Ненад Окановић         | Ахмет Челкан                   |
| Нина Нешковић          | Мути                           |
| Дејан Тончић           | Павле Радовановић              |
| Стојша Ољачић          | Сава Генчић                    |
| Горан Султановић       | Милош Обреновић                |
| Иван Ђорђевић          | Јаков Колар                    |
| Марко Гверо            | Никола Христић                 |
| Дамјан Кецојевић       | Јаша                           |
| Владимир Максимовић    | Никодим                        |
| Филип Хајдуковић       | Гојко                          |
| Никола Ђорђевић        | Светозар Гарашанин             |
| Гордана Ђурђевић       | Томанија Обреновић             |
| Новак Билбија          | скелеџија                      |
| Срђан Тимаров          | митрополит Михаило Јовановић   |
| Јоаким Тасић           | ађутант Симоновић              |
| Слободан Бранковић     | Сретко                         |
| Александар Марковић    | Андрија Вилотијевић            |
| Марко Павловић         | Љубомир Тадић                  |
| Александар Ранковић    | Лазар Марић                    |
| Данијел Сич            | Димитрије Лугар                |
| Милош Влалукин         | Станоје Рогић                  |
| Стефан Вукић           | Алас Стојан                    |
| Милан Ковачевић        | Дане                           |
| Доминик Чичак          | британски конзул Фортнебло     |
| Растко Јанковић        | британски конзул Лонгворт      |
| Вукашин Ђорђевић       | дечак Сава Петковић            |
| Аница Петровић         | Марија Јовановић               |
| Ђорђе Стојковић        | мали глумац у кафани           |
| Иван Андонов           | велики глумац у кафани         |
| Рифат Рифатовић        | Ибрахим Кабак                  |
| Бојан Хлишч            | Бешир                          |
| Игор Ђурић             | Митар Тарабић                  |
| Владан Милић           | конобар                        |
| Славиша Грубиша        | црногорски официр              |
| Петар Миљуш            | тамничар                       |
| Зоран Ћосић            | Славољуб Мумџија               |
| Јована Радосављевић    | Јаворка                        |
| Исидора Стефановић     | Ержебет                        |
| Кристина Јовановић     | Петрија                        |
| Никола Штрбац          | пандур Милорад Стојковић       |
| Огњен Никола Радуловић | стражар 1                      |
| Реља Јанковић          | стражар 2                      |
| Угљеша Спасојевић      | Сима Нешић                     |
| Владимир Грбић         | потпоручник Кадић              |
| Бојана Кужет           | девојка са Чукур чесме         |
| Јелена Михајловић      | жена са Чукур чесме            |
| Лука Стојковић         | слуга Мита                     |
| Биљана Вељковић        | служавка код Блазнавца         |
| Катарина Живковић      | љута дама на балу              |
| Дејан Гајић            | кочијаш Станко                 |
| Љубомир Николић        | телал                          |
| Милан Узелац           | кројач                         |